# Ignacio Coronel
Ignacio Coronel Villarreal, auch Nacho Coronel (* 1. Februar 1954 in Canelas, Durango; † 29. Juli 2010 in Zapopan), war Chef eines mexikanischen Drogenkartells. 
Coronel war zusammen mit El Chapo und Ismael Zambada García einer der drei Anführer des Sinaloa-Kartells. Er gehörte zu den meistgesuchten Drogenbossen in Mexiko und der USA. Er wurde bei einer Schießerei mit der mexikanischen Armee getötet. Er wurde, gemeinsam mit seinem einen Tag später getöteten Neffen Mario Carrasco Coronel (El Gallo), auf dem Friedhof Jardines del Humaya bestattet.
Mit dem Tod von Nacho Coronel wurde der Coronel-Clan stark geschwächt. Sein Nachfolger war sein Neffe Jose Angel Carrasco Coronel (El Changel), der am 19. Januar 2013 durch die mexikanische Armee verhaftet wurde.